# نظام صوتي لمركبة

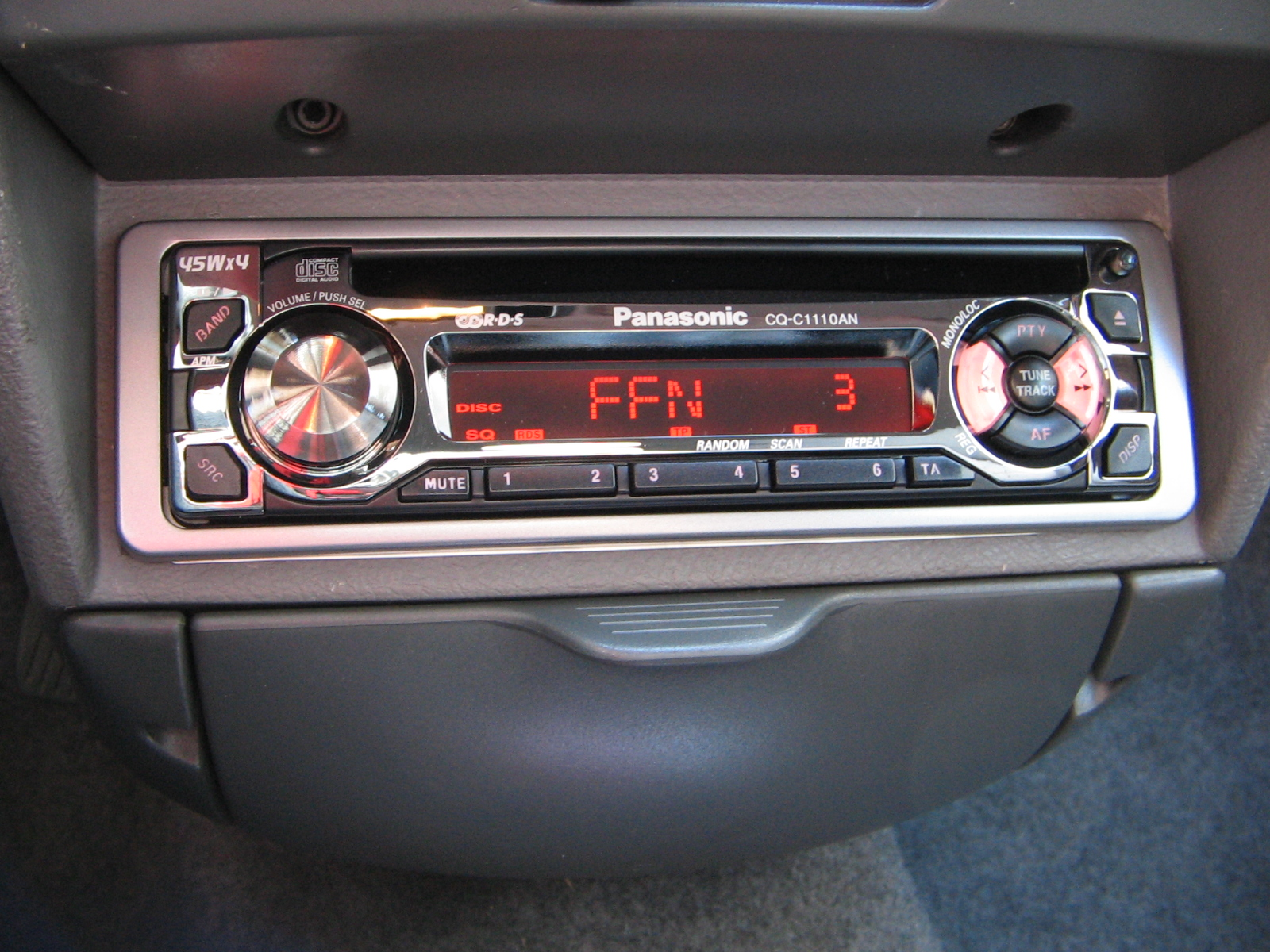
وحدة رئيسة للمركبات ذات المحرك وفقًا آيزو 7736 ذو مذياع ومشغل الأقراص المضغوطة

النظام الصوتي للمركبة (بالإنجليزية: Vehicle audio)‏ هو جهاز يُركَّب في السيارة أو أي مركبة أخرى لتوفير الترفيه والمعلومات داخل المركبة [الإنجليزية] للركاب. حتى سنوات 1950، كانت تتألف من مذياع تضمين السعة (AM). وشملت الإضافات منذ ذلك الحين مذياع تضمين التردد (FM) في 1952، ومشغلات الأشرطة الثُمانيّة المسار، ومشغلات الكاسيت، ومشغلات التسجيل، ومشغلات الأقراص المضغوطة، ومشغلات أقراص الفيديو الرقمية (DVD)، ومشغلات بلو راي، وأنظمة الملاحة، وتكامل هاتف وبلوتوث وتدفق الصوت، وأجهزة التحكم في الهواتف الذكية مثل كار بلاي وأندرويد أوتو. وبمجرد التحكم بها من لوحة القيادة باستخدام بضعة أزرار، يمكن التحكم بها عن طريق أدوات التحكم الموجودة على عجلة القيادة والأوامر الصوتية.
نُفّذ النظام الصوتي للمركبة في البداية للاستماع إلى الموسيقى والإذاعة، وأصبح الآن جزءًا من أنظمة المعلوماتية البعدية في المركبات، والاتصالات، والأمن داخل المركبة، مكالمة بمُعِدَّة حرة اليدين [الإنجليزية]، والملاحة، وأنظمة التشخيص عن بعد [الإنجليزية]. يمكن أيضًا استخدام مكبرات الصوت نفسها لتقليل ضجيج الطريق والمحرك من خلال التحكم النشط في الضجيج [الإنجليزية]، أو يمكن استخدامها لزيادة أصوات المحرك، على سبيل المثال، جعل صوت محرك صغير أكبر.